# Steffen Wink
Steffen Wink (Pirmasens, 5 de julio de 1967) es un actor alemán.

## Carrera
Después de graduarse de la escuela secundaria, Steffen Wink se postuló en varias escuelas de teatro y fue admitido en el HdK en Berlín en 1989. Se hizo conocido en televisión por su papel como socio de "Schimanski". Siguieron otros roles de cine y televisión. Actuó al lado de John Malkovich y Gérard Depardieu en Les Misérables-Prisioneros del Destino, Fatih Akın en Kismet, Franka Potente en ¿Soy hermosa? y en Barfuss con Til Schweiger. 

## Vida privada
Steffen Wink está casado con la actriz Genoveva Mayer desde 2013, con quien tiene una hija y un hijo. Viven juntos en Múnich. Es muy aficionado a las cometas y a los ultraligeros.

## Filmografía
- 1992: Boomtown
- 1993: Schicksalsspiel
- 1993: Einfach nur Liebe
- 1993: Novalis – Die blaue Blume
- 1996: Der Bulle von Tölz: Tod im Internat
- 1996: Eldorado
- 1997: Maja
- 1997: Coming In
- 1997: Die Story von Monty Spinnerratz
- 1997: Bin ich schön?
- 1996–1998: Schimanski
- 1998: Kai Rabe gegen die Vatikankiller
- 1998: Kismet
- 1998: Die Dämmerung von Dubrovnik
- 1998: Annas Fluch – Tödliche Gedanken
- 1999: Der Himmel kann warten
- 1999: Island of the Death
- 1999: Männer und andere Katastrophen
- 2000: Honolulu
- 2000: Les Misérables – Gefangene des Schicksals
- 2000: Wambo
- 2001: Auf Herz und Nieren
- 2001: Flitterwochen im Treppenhaus
- 2002: Urban Myth Chillers
- 2003: Luisa Sanfelice
- 2003: Ein ganz normales Paar
- 2004: Ein Mann geht unter
- 2004: SOKO 5113 – Eine alte Rechnung
- 2004: Barfuss
- 2004: Die Patriarchin
- 2005: Edel & Starck – Ehre und Anstand
- 2005: La dolce Rita
- 2005: Sperling – Sperling und der Fall Wachutka
- 2005: Die Rosenheim-Cops – Schwarze Ikonen
- 2006: SOKO 5113 – Tod nach Dienstschluss
- 2006: Eine Liebe im Zeichen des Drachen
- 2007: Der Bibelcode
- 2008: Lasko – Milena
- 2008: Die Rosenheim-Cops – Tut Harry Norden morden?
- 2009: Der Bergdoktor
- 2009: Die Bergretter – Jetzt oder nie
- 2010: Liebe und andere Delikatessen
- 2012: Alarm für Cobra 11 – Die Autobahnpolizei
- 2013: Kokowääh 2
- 2013: Die Rosenheim-Cops – Abgehängt
- 2013: Quellen des Lebens
- 2014: Das Traumschiff – Mauritius
- 2015: Die Rosenheim-Cops – Die Reisen des Herrn Stuckenthaler
- 2017: Berlin Station
- 2017: Jugend ohne Gott
- 2017: Die Chefin – Jetzt oder nie
- 2018: SOKO München – Ausgedient
- 2018: SOKO Stuttgart – Teufelszeug
- 2018: Klassentreffen 1.0
- 2021ː Kitz

## Selección de teatro
- 1993 Teatro Estatal Romeo y Julieta de Baviera - dirigido por Leander Haußmann
- 1995 Lo que quieres Teatro estatal bávaro - dirigido por Matthias Fontheim
- 2005/06 El hombre sin una hamburguesa pasada Kammerspiele - Dirigida por Gil Mehmert
- 2006/07 Leonce y Lena Neue Schaubühne Munich - dirigida por Gil Mehmert
- 24 de enero de 2013 The King's Speech Comedy en la corte bávara - Representaciones teatrales de Kempf

## Radio
- 1989: Matthias Zschokke : Brut - Director: Jörg Jannings (radio play - RIAS Berlin)

## Otros
En 2014, moderó el programa de televisión de la revista de alimentos y estilo de vida Beef!.